# Патрісія Міллер (тенісистка)
Патрісія Міллер (ісп. Patricia Miller; нар. 31 січня 1972) — колишня уругвайська тенісистка.
Найвищу одиночну позицію світового рейтингу — 218 місце досягла 30 січня 1989, парну — 194 місце — 10 червня 1991 року.
Здобула 4 парні титули туру ITF.

## Фінали ITF
| турніри $25,000 |
| турніри $10,000 |

### Одиночний розряд (0–1)
| Результат | Ранг | Дата             | Турнір                  | Покриття | Суперниця       | Рахунок  |
| --------- | ---- | ---------------- | ----------------------- | -------- | --------------- | -------- |
| Поразка   | 1.   | 5 листопада 1990 | ITF Асунсьйон, Парагвай | Ґрунт    | Джолен Ватанабе | 2–6, 1–6 |

### Парний розряд (4–4)
| Результат | Ранг | Дата             | Турнір                  | Покриття | Партнерка          | Суперниці                           | Рахунок       |
| --------- | ---- | ---------------- | ----------------------- | -------- | ------------------ | ----------------------------------- | ------------- |
| Перемога  | 1.   | 28 вересня 1987  | ITF Сантьяго, Чилі      | Ґрунт    | Мішель Штребель    | Макарена Міранда Андреа Тьєцці      | 6–4, 6–2      |
| Поразка   | 1.   | 28 вересня 1988  | ITF Детройт, США        | Тверде   | Крістіна Тессі     | Дженніфер Ф'юкс Робін Лемб          | 1–6, 6–7      |
| Перемога  | 2.   | 26 березня 1990  | ITF Мадрид, Іспанія     | Ґрунт    | Карін Кшвендт      | Білецька Наталія Комлева Світлана   | 4–6, 7–5, 6–3 |
| Поразка   | 2.   | 17 вересня 1990  | ITF Наполі, Італія      | Тверде   | Марта Аластруе     | Луціє Лудвіґова Гелена Вілдова      | 6–3, 1–6, 0–6 |
| Перемога  | 3.   | 22 жовтня 1990   | ITF Сантьяго, Чилі      | Ґрунт    | Інес Горрочатегі   | Паула Кабесас Сандра Угарріса       | 3–6, 6–1, 7–5 |
| Поразка   | 3.   | 5 листопада 1990 | ITF Асунсьйон, Парагвай | Ґрунт    | Марія Хосе Гайдано | Вівіана Вальдовінос Джолен Ватанабе | 6–3, 4–6, 6–7 |
| Перемога  | 4.   | 29 травня 1991   | ITF Бриндізі, Італія    | Ґрунт    | Інес Горрочатегі   | Катаріна Студенікова Іріна Спирля   | 6–1, 7–6      |
| Поразка   | 4.   | 1 липня 1991     | ITF Штутгарт, Німеччина | Ґрунт    | Генріке Кадзідрога | Ліса Сіманн Гайді Шпрунґ            | 6–7, 1–6      |